# .mq
.mq is het top-level-domein van Martinique. Het werd in 1997 geïntroduceerd, en werd lange tijd beheerd door het bedrijf SYSTEL. Het bedrijf ging echter failliet en werd overgenomen door Mediaserv. Dit bedrijf heeft de registratie van .mq-domeinnamen nog niet heropend.